# Helena Zengel
Helena Zengel (Berlino, 10 giugno 2008) è un'attrice tedesca.

## Biografia
Zengel è nata e cresciuta a Berlino, in Germania, e ha iniziato la sua carriera di attrice all'età di cinque anni in un video musicale per il gruppo rock alternativo di Berlino Abby. Ottiene il suo primo ruolo da protagonista in un film all'età di otto anni, in Die Tochter, film scritto e diretto da Mascha Schilinski e presentato alla Berlinale nel 2017. Ha anche recitato in due episodi della serie TV tedesca Gli specialisti. Nel film drammatico Systemsprenger, scritto e diretto da Nora Fingscheidt, presentato in anteprima nel febbraio 2019 alla Berlinale, Zengel ha interpretato la protagonista "Benni", una bambina di nove anni aggressiva e traumatizzata. Nell'aprile 2020 ha vinto il Deutscher Filmpreis come migliore attrice.
Dopo il successo di Systemsprenger, Zengel è stata scelta dalla Universal Pictures per interpretare un ruolo da protagonista nel film western Notizie dal mondo, diretto dal regista britannico Paul Greengrass. In questo adattamento dell'omonimo romanzo del 2016 della scrittrice canadese-statunitense Paulette Jiles, Zengel interpreta un'orfana tedesca di 10 anni di nome Johanna Leonberger, mentre Tom Hanks il capitano Jefferson Kyle Kidd. Nel film Zengel ha recitato quasi interamente nella lingua kiowa. L'attrice ha inoltre doppiato se stessa nella versione italiana, tedesca, francese e spagnola; il doppiaggio è limitato alle frasi da lei recitate in inglese.

## Filmografia parziale

### Cinema
- Looping, regia di Leonie Krippendorff (2016)
- Die Tochter, regia di Mascha Schilinski (2017)
- Systemsprenger, regia di Nora Fingscheidt (2019)
- Notizie dal mondo (News of the World), regia di Paul Greengrass (2020)
- Transamazonia, regia di Pia Marais (2024)
- The Legend of Ochi, regia di Isaiah Saxon (2025)

### Televisione
- Gli specialisti (Die Spezialisten - Im Namen der Opfer) - serie TV, 2 episodi (2016-2017)
- Der gute Bulle - film TV (2017)
- Inga Lindström: Familienfest in Sommerby - serie TV, 1 episodio (2019)

## Doppiatrici italiane
- sé stessa in Notizie dal mondo
- Sara Ciocca in A Christmas Number One
- Sofia Fronzi in The Legend of Ochi

## Riconoscimenti
- Golden Globe
  - 2021 – Candidatura come migliore attrice non protagonista per Notizie dal mondo[9]

- Screen Actors Guild Award
  - 2021 – Candidatura come migliore attrice non protagonista per Notizie dal mondo[10]

- Satellite Award
  - 2021 – Candidatura come migliore attrice non protagonista per Notizie dal mondo[11]

- Critics' Choice Awards
  - 2021 – Candidatura come miglior giovane interprete per Notizie dal mondo[12]

- Washington D.C. Area Film Critics Association
  - 2021 – Candidatura cone miglior esordiente per Notizie dal mondo[13]

- Deutscher Filmpreis
  - 2020 – Migliore attrice protagonista per Systemsprenger[14]

- Palm Springs International Film Festival
  - 2020 – Migliore attrice protagonista per Systemsprenger[15]

- European Film Awards
  - 2019 – Candidatura come miglior attrice per Systemsprenger[16]